# 波因特縣區 (伊利諾伊州卡爾霍恩縣)
波因特縣區（英語：Precincts (United States)）是位於美國伊利諾伊州卡爾霍恩縣的一個縣區。

## 地方資料
根據2010年美國人口普查的數據，波因特縣區的面積為143.29平方千米，當中陸地面積為120.55平方千米，而水域面積為22.74平方千米。當地共有人口1017人，而人口密度為每平方千米7.1人。